# ででん♪
ででん♪は、日本の同人作家、漫画家。

## 人物像
- 名称は「ででん」とだけ読み、末尾の“♪”は発音しないが、重要とのことである。
- 10月17日生まれの自称女の子。単行本や同人誌での自画像は、灰色の八分音符（♪）に白目の目と口を描いたものとなっている。
- 「貧乳（本人曰くぺた）」の女性、ぺたん娘（ぺたんこ）をこよなく愛しており。それは、自身のHPでのプロフィールでの「妹にしたい子（二次元）」や制作した作品の傾向。さらには女性フィギュアを「豊胸」ならぬ「貧胸」に改造するほどである。ツインテールと黒スパッツも大好きとのこと。
- そのHPでは「コレットさん」という短編（実録）漫画を掲載しているが、この題名はコメットさんからもじっていると思われてることもあるが、むしろ、アリスソフト作品ぱすてるチャイム -恋のスキルアップ-のキャラ「コレット・ブラウゼ」からとられている。

## 作品リスト（商業レベル）

### 連載中の作品
- おしていれてまわしてよんで。（晋遊舎刊・月刊「PUSH!!」連載、付録DVDの内容紹介）

### 連載が終了した作品
- 我萌える、故に我あり（エンターブレイン刊・月刊「マジキュー」連載）
- クロスワールド（Webコミック、ブロッコリーサイト・クロスワールドページ内）
- o-zone（Webコミック、メッセサンオーサイト・同人販売部ページ内）
- ふらっとらいん♪（Webコミック、電撃オンライン／電撃マ王）

### その他作品
- FLAT STYLEアンソロジー（ビブロス）に8ページの漫画1本を掲載。
- DVD-BOX・ギャラクシーエンジェルS Limitedスペシャル初回特典ブックレットに1ページ掲載。
- アリスソフト ぱすちゃC++ 付属のカレンダーにイラスト1枚。
- トレーディングカードゲームリセでのアリスソフトカード